# Menhir de la Grand'Pierre
Le Menhir de la Grand'Pierre est situé à Commequiers, dans le département français de la Vendée.

## Protection
L'édifice est inscrit au titre des monuments historiques  par arrêté du 14 mai 1981.

## Description
C'est un bloc de quartzite d'une hauteur de 2 m, large de 2,56 m et épais de 0,82 m. Il est orienté au nord-est.